# Юрай V Зринский
Граф Юрай V Зринский (хорв. Juraj V. Zrinski, венг. György Zrínyi; 31 января 1599, Чаковец, Королевство Венгрия — 28 декабря 1626, Пресбург (ныне Братислава, Словакия)) — венгерский и хорватский государственный деятель, военачальник, бан Хорватии в 1622—1626 годах.

## Биография
Представитель одного из самых влиятельных и знатных хорватских дворянских родов Зринские. Родился в родовом замке в семье графа Юрая IV Зринского, управляющего казначейством в Королевстве Венгрия и Хорватия и графини Софии Зринской, урожденной Стубенберг. Брат Николы VI Зринского.
Внук Николая Зринского (Миклоша Зриньи), героя Сигетварской битвы против осман, национального героя как Хорватии, так и Венгрии.
Его сыновьями были Николай и Пётр Зринские, которые были банами Хорватии.
Получив протестантское образование, однако позже перешёл в католицизм и «очищал» свои владения от лютеранства.
В ноябре 1622 года император Фердинанд II назначил его баном Хорватии. Был храбрым и отважным воином, известным военачальником. Сражался с турками во многих сражениях.
Участник Тридцатилетней войны. Командовал хорватской кавалерией.
Умер в 27-летнем возрасте в военном лагере близ Пресбурга во время этой войны. Его гордый нрав и острый язык послужили причиной ссоры с военачальником имперским генералиссимусом Альбрехтом фон Валленштейном. По некоторым данным, полководец приказал отравить Юрая Зринского.
Похоронен в фамильной усыпальнице Зринских в монастыре св. Елены в 2-х км от Чаковца.